# The Byrds of Paradise
The Byrds of Paradise è una serie televisiva statunitense andata in onda tra il  1993 e il 1994 su ABC.
Gli episodi della durata di un'ora si concentrano sulla famiglia Byrd composta da un padre, Sam Byrd, e i suoi tre figli che sono costretti a trasferirsi alle Hawaii da New Haven dopo la morte della madre dei bambini.